# Кавальере, Массимо
Массимо Кавальере (итал. Massimo Cavaliere; род. 21 ноября 1962, Неаполь) — итальянский фехтовальщик-саблист, выступавший за национальную сборную Италии по фехтованию на всём протяжении 1980-х годов. Бронзовый призёр летних Олимпийских игр в Сеуле, многократный чемпион итальянского национального первенства, победитель и призёр многих турниров международного значения.

## Биография
Массимо Кавальере родился 21 ноября 1962 года в Неаполе, Италия.
В 1979 году впервые одержал победу на чемпионате Италии по фехтованию, впоследствии неоднократно повторял это достижение.
Заявил о себе на международной арене в сезоне 1980 года, когда вошёл в состав итальянской национальной сборной и побывал на молодёжном чемпионате мира в Венеции, где занял седьмое место. Год спустя стал серебряным призёром на молодёжном мировом первенстве в Лозанне. Ещё через год на аналогичных соревнованиях в Буэнос-Айресе был пятым.
В 1983 году завоевал серебряную медаль на Универсиаде в Эдмонтоне и занял пятое место на Средиземноморских играх в Касабланке.
В 1985 году получил бронзу в командном первенстве на Универсиаде в Кобэ, затем в 1987 году повторил это достижение на Универсиаде в Загребе.
Благодаря череде удачных выступлений удостоился права защищать честь страны на летних Олимпийских играх 1988 года в Сеуле — выступал в мужском командном зачёте саблистов совместно с такими фехтовальщиками как Джованни Скальцо, Марко Марин, Джанфранко Далла Барба и Фердинандо Мельо — в итоге они оказались на третьей позиции и получили бронзовые олимпийские медали.
Кавальере оставался в сборной Италии вплоть до 1991 года, после чего принял решение завершить спортивную карьеру.